# سال‌های دور از خانه (مجموعه نمایش خانگی)
سال‌های دور از خانه یک مجموعهٔ شبکه نمایش خانگی ایرانی به کارگردانی مجید صالحی و نویسندگی امیرحسین قاسمی است. این مجموعه به تهیه کنندگی محمدحسین قاسمی اسپین‌آفی از مجموعهٔ شاهگوش (۱۳۹۲) ساخته داوود میرباقری است. احمد مهران فر و هادی کاظمی دو شخصیت اصلی این مجموعه را تشکیل می‌دهند که با گریمی متفاوت در این سریال جلوی دوربین رفتند. اجرای تیتراژ پایانی این مجموعه بر عهدهٔ محسن ابراهیم‌زاده بوده است. سال‌های دور از خانه در ۳۱ فروردین ۱۳۹۸ به نمایش درآمد و در ۱۸ مرداد ۱۳۹۸ به پایان رسید.

## خلاصه داستان
داستان این مجموعه طنز ۱۵۱۲ روز پس از اتفاقات سریال شاهگوش است. یکی از شخصیت‌های سریال شاهگوش، سرباز وظیفه خنجری (با بازی احمد مهران‌فر) که از شمال به تهران آمده بود، در کلانتری ۱۰۰ ملت مشغول به گذراندن خدمت سربازی بود. یکی از متهمینی که به کلانتری آورده شد خانم جوانی به نام الیزابت بود که سگی به نام لوسی داشت. خنجری عاشق الیزابت می‌شود و زمانی که می‌فهمد سگ الیزابت از سوی پلیس توقیف شده است، به او قول می‌دهد که به هر نحوی سگش را از کلانتری بیرون آورده و به او بازگرداند. اما او اشتباهاً به جای لوسی سگ دیگری را از میان سگهای توقیف شده، از کلانتری بیرون برده و به الیزابت می‌دهد. الیزابت که می‌فهمد سگ مال او نیست، از بلاهت خنجری برآشفته می‌شود و به بهانه پارک کردن خودرویش از پارک خارج می‌شود…
حالا ۱۵۱۲ روز از آن روز گذشته و هنوز الیزابت برنگشته و خنجری که حالا کارتن خواب شده همچنان در آن پارک منتظر است که شاید روزی الیزابت برای بردن سگش لوسی بیاید و او به مراد دلش برسد. او روزگار سختی را می‌گذراند و شب‌ها درشهربازی نزدیک پارک می‌خوابد تا اینکه صاحب اصلی سگی که او از کلانتری بیرون آورده بود بصورت کاملاً اتفاقی پیدا می‌شود. او که زن سالخورده اما بسیار متمولیست (خانم طالبی آزیتا حاجیان) برای بازپس گرفتن سگش از خنجری که با این سگ خو گرفته با مشکلات عدیده ای روبرو می‌شود. خنجری از خانم طالبی تقاضای ازواج می‌کند و موجب برآشفتگی این زن سالخورده می‌شود. اما ستاره اقبال خنجری می‌درخشد و خانم طالبی که گروه خونی نادری دارد و سخت نیاز به عمل پیوند مغز استخوان دارد، درمیابد که خنجری هم گروه خونی مشابهی با او دارد و پس از آزمایش‌های مختلف پی می‌برد که خنجری تمامی شرایط لازم برای عمل پیوند را دارد. اما برای انجام این پیوند و رهایی از سرطان مجبور است در این سن و سال تن به ازدواج با خنجری دهد…

## بازیگران
| بازیگر            | نقش                      |
| ----------------- | ------------------------ |
| احمد مهران‌فر      | صولت خنجری (شهرام)       |
| هادی کاظمی        | امیریل زهره‌خانی (زهره)   |
| ملیسا ذاکری       | فروزان (شوکت) فردوسی‌پور  |
| آزیتا حاجیان      | فرخنده طالبی             |
| گیتی قاسمی        | مادر / خاله خاور         |
| علیرضا استادی     | نادر بلندی               |
| حدیث میرامینی     | فرنگیس (نصرت) فردوسی‌پور  |
| مهرناز بیات       | فتانه فردوسی‌پور          |
| احسان کریمی       | دی جی ظفرعلی             |
| علی اوجی          | محمود گرگستانی           |
| امیر نوری         | مسعود گرگستانی           |
| میرطاهر مظلومی    | پرویز گرگستانی (خان عمو) |
| خسرو احمدی        | سیروس گرگستانی           |
| حسین محب‌اهری      | دکتر اتوکش               |
| امید روحانی       | دکتر روحانی              |
| سیاوش چراغی‌پور    | مهرداد کریمی (دامپزشک)   |
| سیاوش مفیدی       | مجری                     |
| اشکان اشتیاق      | اشکان اشتیاق             |
| علی عامل هاشمی    | زانیار                   |
| مهدی صباغی        | تیمور (معتاد)            |
| علی نظری          | فیلیپ                    |
| ژاکلین آواره      | ژاکلین                   |
| محمدرضا عقدایی    | یزید الحوری              |
| یدالله شادمانی    | فتحعلی(عمو فتل)          |
| رضا کرد           | تورج                     |
| پوریا میاندهی     | اژدر                     |
| پیمان فاطمی       | رحیم                     |
| کامیار ماندگاریان | فرفری                    |
| پوریا رضایی       | ارژنگ                    |
| امیرصدرا حقانی    | بچه                      |
| امیرمحمد دانشمند  | عکاس                     |
| هاشم روحانی       | غلامحسین زهره جانی       |
| صفرعلی کوهی       | منوچهر زهره خانی         |
| مهسا کاشف         | شقایق                    |
| بیژن پیشدادی      | عمو رحمان                |
| فرخنده فرمانی‌زاده | مادر محمود               |
| امیرحسین قاسمی    | کارگردان                 |
| بهنام شرفی        | آقا گل                   |
| فرید شهریاری      | -                        |
| سید سعید هاشمی    |                          |
| سیامک اشعریون     |                          |